# György Debrödy
György Debrödy (Lajoskomárom, 1º gennaio 1921 – Cortland, 2 febbraio 1982) è stato un militare e aviatore ungherese, asso dell'aviazione da caccia nel corso della seconda guerra mondiale abbattendo individualmente 25 aerei nemici e 1 in collaborazione nel corso di 203 missioni .

## Biografia
Appassionatosi al mondo dell'aviazione in gioventù, nel 1939, dopo aver conseguito il diploma di scuola superiore, si arruolò nella Magyar Királyi Honvéd Légierő effettuando l'addestramento al pilotaggio a Kassa. Il 18 giugno 1942 fu promosso sottotenente e assegnato alla Squadriglia 5/2 del Gruppo da caccia 5/I con la quale raggiunse il fronte orientale nel dicembre dello stesso anno.
Nel corso dell'inverno le missioni effettuate era di attacco al suolo, e fu solo durante la battaglia di Kursk che iniziò a conseguire vittorie. Di stanza a Uman volava con i caccia Messerschmitt Bf 109F-4/B e conseguì la sua prima vittoria il 7 maggio a spese di un caccia Lavochkin La-5. Il 6 agosto 1943 attacco con il suo gregario una formazione di 20 caccia Yakovlev Yak-1, abbattendone due e conseguendo la qualifica di asso dell'aviazione. Dopo il combattimento il suo aereo fu colpito dalla contraerea e dovette effettuare un atterraggio di emergenza a Varvasovka. Il 15 settembre 1943, durante una missione di scorta ai bombardieri Heinkel He 111, abbatté un Yakovlev Yak-9 ma anche il suo aereo venne colpito e dovette effettuare un atterraggio di emergenza sul ventre, 15 km dietro le linee, ritornando alla base dopo 2 giorni di marcia e avendo attraversato a nuoto il fiume Dniepr parzialmente gelato. In mancanza di testimoni la vittoria non venne confermata. 
Nel corso dell'inverno 1943-1944 continuò a conseguire vittorie, arrivando a 15 il 27 gennaio quando distrusse un Lavochkin La-5. Nel corso del solo mese di gennaio 1944 effettuò 28 sortite di cui 25 di pattuglia e ingaggiò combattimento 11 volte ottenendo 6 vittorie. Il 1 febbraio, mentre scortava un aereo da trasporto Junkers Ju 52 cargo di rifornimenti nel settore Khorsun-Shevchenkovsk, egli abbatté un La-5 ma fu a sua volta colpito da un pilota russo del 5 Gu IAP. Effettuò un atterraggio di emergenza in territorio controllato dai russi, e in suo soccorso arrivò il sottotenente Miklos Kenyeres, che atterrò vicino a lui lo prese a bordo e decollò mentre stavano arrivando i soldati russi. Due giorni più tardi l'aereo di Kenyeres fu abbattuto dalla contraerea e il pilota dovette lanciarsi con il paracadute. Purtroppo la natura del terreno impedì a Debrody di atterrare e soccorrere il collega che fu fatto prigioniero di guerra. Il 16 febbraio 1944 abbatté due cacciabombardieri Ilyushin Il-2, arrivando a 18 vittorie confermate, all'epoca il miglior asso dell'aviazione ungherese.
Quando iniziò l'offensiva dell'US Army Air Force contro l'Ungheria fu trasferito al 101. Honi Légvédelmi Vadászrepülő Osztály, e assegnato al 101/3 "Puma", di stanza a Veszprém, nel maggio 1944.  Il 14 giugno abbatté un caccia Lockheed P-38J Lightning pilotato dal tenente Louis Benne del 14° Fighter Group, asso con 5 vittorie al suo attivo, che si lanciò con il paracadute e fu fatto prigioniero. Due giorno dopo distrusse un altro P-38J sopra il lago Balaton mentre con altri 27 piloti ungheresi attaccava una formazione composta da 659 bombardieri e 290 caccia di scorta. Il 2 luglio 18 caccia ungheresi e 80 tedeschi attaccarono una formazione americana diretta a bombardare Budapest, e in quella occasione distrusse un caccia North American P-51D Mustang sopra Pilisvörösvár. Cinque giorni dopo, in collaborazione con l'aspirante András Huszár, abbatté un bombardiere Boeing B-17G Flying Fortress (W. Nr. 42-97351) vicino a Megyercs, e il 27 luglio un bombardiere Consolidated B-24 Liberator vicino a Mór. Con l'arrivo dell'Armata Rossa vicino alla frontiera dell'Ungheria l'aviazione fu mobilitata contro il nemico, e il 4 novembre fu promosso tenente assumendo il comando della 101/3 Puma dopo la morte del tenente Bejczy.
Il 16 novembre 1944 decollò per la sua ultima missione di guerra quando la 101/3 attaccò una formazione di caccia La-5 a sud-est di Jászberény abbattendo un Lavochkin La-5 in quella occasione. Più tardi attaccò frontalmente un caccia Yak-9 a nord di Nagykáta. Il suo tiro fece esplodere il velivolo sovietico in volo ma egli venne ferito gravemente allo stomaco da un proiettile da 20 mm, e malgrado la gravità della ferita riuscì ad atterrare in emergenza vicino a Hatvan. Grazie a una operazione chirurgica effettuata rapidamente riuscì a sopravvivere, venendo successivamente decorato con la Medaglia d'oro al valor militare. La fine della guerra lo colse ancora in convalescenza e successivamente riuscì ad emigrare in Italia dove lavorò come caricatore, agente di viaggio e comparsa cinematografica prima di incontrare nuovamente Miklós Kenyeres. I due emigrarono in Spagna e lavorarono in una fabbrica a Barcellona, dove Debrődy si sposò nel 1952, per poi trasferirsi in Canada dove sua moglie diede alla luce una figlia. Nel 1967 fu nuovamente operato e gli furono estratti i frammenti di un proiettile da 12,7 mm che si trovavano vicino alla colonna vertebrale. Nel 1968 si trasferì negli Stati Uniti d'America dove andò a lavorare per la compagnia aerea Pan-Am. Si spense il 2 febbraio 1982 a Cortland a causa di un cancro ai polmoni.

### Annotazioni
1. ↑  Il caccia statunitense era pilotato dal sottotenente George F. Loughmiller che rimase ucciso.

### Fonti
1. 1 2 3 4 5 6 7 8 9 10 11 12 13 14 15 16 17 18 19 20 21 22 23 24 25 26  Ciel de Gloire.
2. ↑  Punka 2002, p. 55.
3. 1 2 3 4 5 6 7 8 9 10 11 12 13 14 15 16 17 18 19 20 21 22 23  Century Flight.